# George Abbot (ärkebiskop)
George Abbot, född den 19 oktober 1562 i Guildford, död 5 augusti 1633 i Croydon,  var en engelsk prelat, bror till Robert Abbot. 
Abbot verkade i Oxford som teologisk lärare i puritansk anda och deltog från 1604 verksamt i utarbetandet av den engelska bibelöversättningen år 1611. Som teolog utmärkte Abbot sig för lärdom och fördragsamhet. Av Jakob I användes han 1608 i förhandlingarna med den skotska kyrkan och utnämndes i snabb följd till biskop av Lichfield och Coventrys stift 1609, biskop av London 1610 och slutligen till ärkebiskop av Canterbury 1611. 
Abbott deltog i översättningen av Jakob I:s bibel, och var vid flera tillfällen vicekansler för Oxfords universitet. Som ivrig protestant motarbetade han det spanska giftermålet och bekämpade arminianismen, varjämte han rådde konungen till en bestämt protestantisk utrikespolitik. Av Karl I och Buckingham var han illa sedd. Till följd av ett vådadråp under en jakt nödgades han för en tid avhålla sig från ämbetsutövning och tillbragte, sedan William Laud blivit den i kyrkliga frågor bestämmande, sina sista år i tillbakadragenhet.
| Ärkebiskopar av Canterbury       |
| -------------------------------- |
| Företrädare \| Efterträdare      |
| Richard Bancroft \| William Laud |